# 흰날개해오라기
흰날개해오라기(영어: Chinese Pond Heron, 학명: Ardeola bacchus)는 사다새목 백로과에 속하는 새인 보기 드문 나그네새이다.

## 생김새
부리는 노란색이며 끝이 검은색이다. 번식깃은 머리에서 뒷목, 가슴이 적갈색이고 등이 청회색이다. 날개와 배는 흰색이다. 겨울깃은 머리, 목, 가슴에 흑갈색 줄무늬가 있고 몸윗면이 엷은 갈색이다.

## 서식지
습지, 논, 하천에서 서식한다. 중국에서 베트남, 미얀마 동남부에서 번식하고 대만, 말레이반도, 보르네오에서 월동한다. 한국에서는 나그네새이지만 다른 백로류에 섞여 번식하는 개체들도 있다.